# José Bueno Rodríguez
José Bueno Rodríguez (Alacant, ? - març de 1881) fou un advocat i polític valencià, alcalde d'Alacant durant la restauració borbònica.
Es llicencià en dret i va exercir l'advocacia. Va formar part de la junta directiva del Col·legi d'Advocats d'Alacant i del consell d'administració de la Caixa d'Estalvis d'Alacant. També va presidir el Casino d'Alacant entre 1863 i 1865. Després de la restauració borbònica va ingressar al Partit Conservador, amb el que va ser alcalde d'alacant entre juliol de 1879 i la data de la seva mort, el març de 1881.